# Трамплинный комплекс Маккензи Интервэйл
Трамплинный комплекс Маккензи Интервэйл (англ. MacKenzie Intervale Ski Jumping Complex, также известный как Олимпийский комплекс Лейк-Плэсида) — комплекс лыжный трамплинов в американском округе Эссекс, штат Нью-Йорк. примерно в 3 км от города Лейк-Плэсида, и включает пять трамплинов: два основных — К-120 и К-90 и три учебных — K-48, K-20, K-10. Дважды в рамках зимних Олимпийских игр 1932 и 1980 годов на нём проходили соревнования по прыжкам с трамплина и двоеброью.

## История

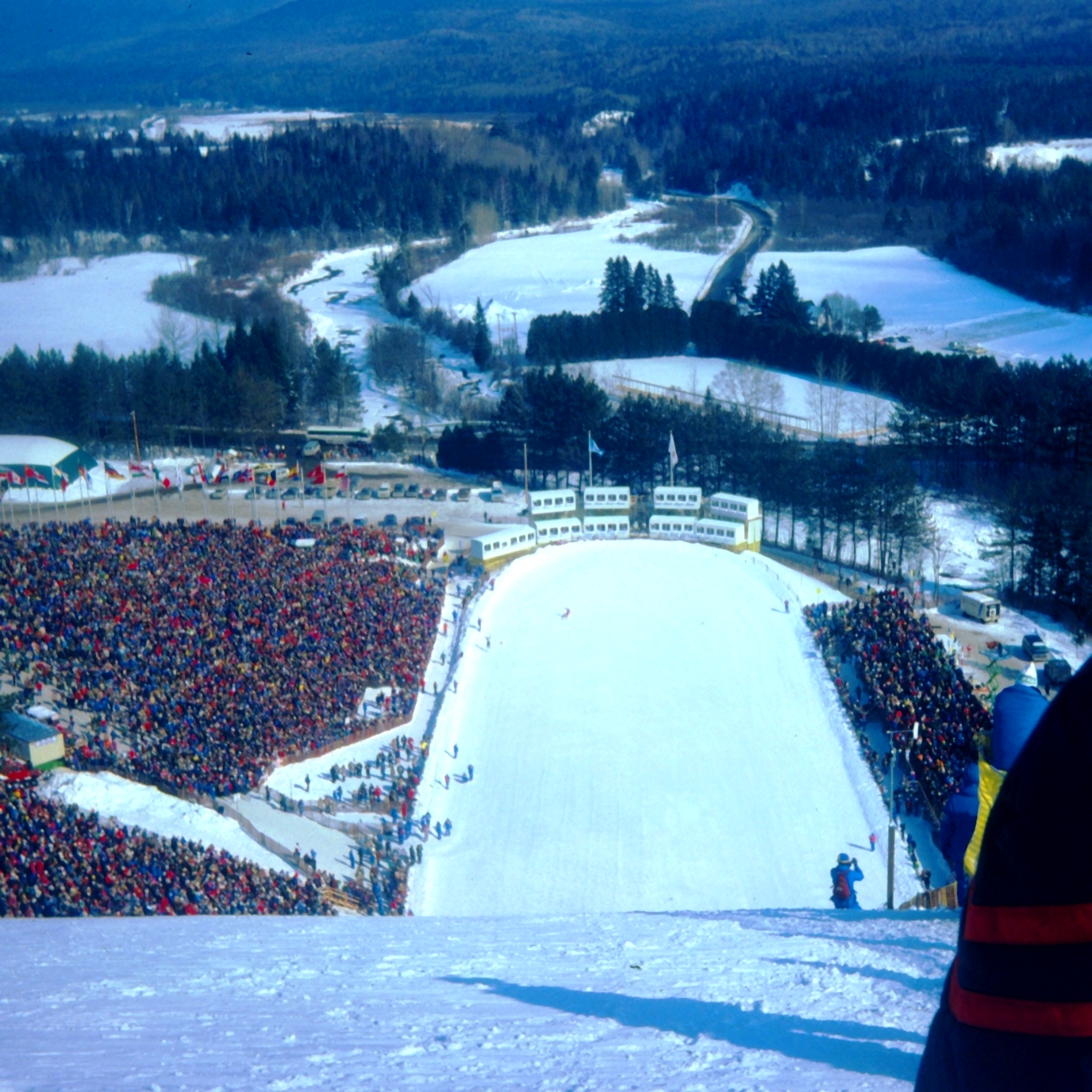
Во время Олимпийских игр 1980 года

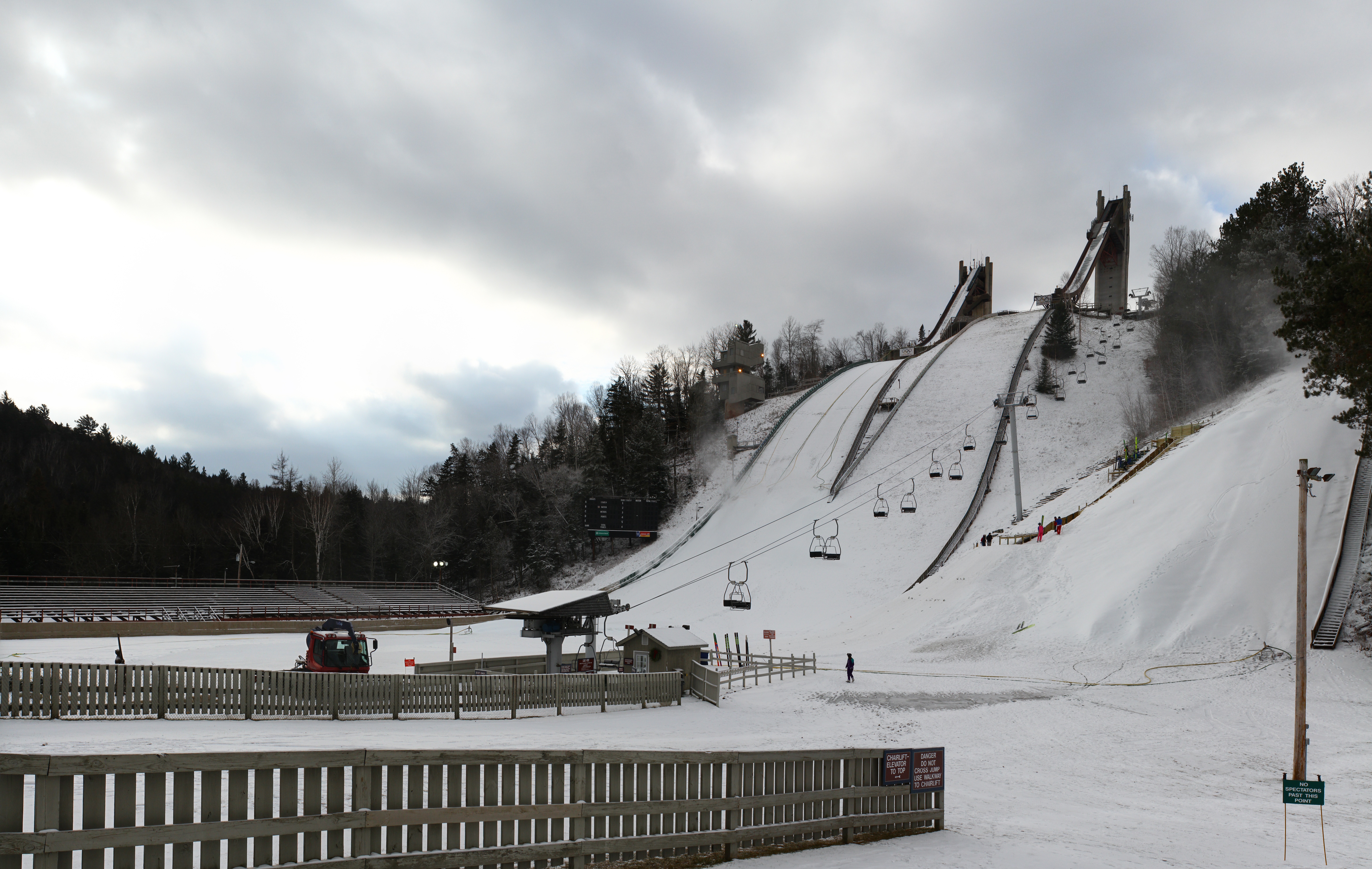
Комплекс в декабре 2011 года. Справа расположены малые тренировочные трамплины.

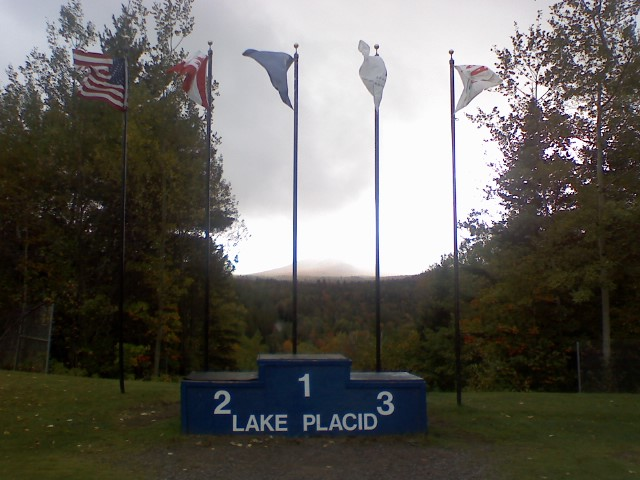
Подиум

Зимние виды спорта, включая лыжи, проходили в Лейк-Плэсиде в 1904/05 году. В 1917 году на холме Golf Hill появляются первые трамплины (K20, K10 и K5) которые использовали в качестве основных элементов непосредственно горный склон.
Первый трамплин с башней для разгона, выполненной из дерева, и мощностью К-35 под названием "Intervales" был построен в 1920 году, а 21 февраля 1921 года на нём состоялись первые соревнования в присутствии 3000 зрителей. Спустя два года, в 1923, в результате реконструкции увеличил мощность до К-50. В 1927 году по проекту Годфри Дьюи (глава комитета Зимних Олимпийских игр 1932) и его сына Мелвила Дьюи перестраивается в К-60-метровым трамплином выполненным из металла и дерева и получает название "Intervales Ski-Hill". В 1932 году во время зимних Олимпийских игр принимает соревнования по прыжкам с трамплина и двоеборью, а рядом для появляются два небольших трамплина K-15 и K-30.
В 1950 году принимает первый Чемпионат мира по лыжным видам спорта, проводимый за пределами Европы. 
Когда Лейк-Плесед снова получил право провести 1980 году зимние Олимпийские игры, то в мае 1977 года начинается полная реконструкция комплекса. Существующий с 1928 года  трамплин полностью разрушают и на его месте возводят два новых трамплина. Нормальный трамплин (К-70) был готов к использованию в декабре 1978 года, а большой (K-90) был отложен до февраля 1979 года после того, как сталелитейная компания, участвовавшая в строительстве, обанкротилась. Башни трамплинов были спроектированы Карлом Мартичем. 
В 1980-е году регулярно принимал этапы кубка мира по прыжкам на лыжах с трамплина.
В 1982 году комплекс получил название в честь Рональда М. Маккензи, президента олимпийского организационного комитета Лейк-Плэсида с 1974 по декабрь 1978 года, когда он скончался во время посещения недавно перестроенных трамплинов.
В 1994 году в соответствии с действующими правилами была проведена полная реконструкция комплекса. С использованием системы непрерывного подъёма и заливки бетона увеличили высоту башен в течение 15 дней для большего и 9 дней для малого трамплинов после чего их мощности стали составлять К-90 и К-120 метров. Трамплин К-35 был уменьшен до К-18. Были уложены пластиковые покрытия на К-90, К-48, К-18 и К-10.
Осенью 2011 года вместо К-18 был построен новый К-20, также с пластмассовым покрытием.
На вершине большой башни находится смотровая площадка, с которой открывается вид соседнюю ферму Джона Брауна и окружающие горные пики хребта Адирондак.
Сейчас это центр зимних видов спорта на востоке США.  На данный момент здесь практикуется в основном американская молодежь. Обучение и соревнование по прыжкам с трамплина проводятся круглый год благодаря пластмассовому покрытию на всех трамплинах, кроме К-120. Справа от комплекса находится учебный центр фристайлистов по лыжной акробатике, которые для тренировок в летние месяцы они могут прыгают в бассейн размером ~3 млн л3.
Нынешние рекорды составляют 105 метров на трамплине К-90 метров установленный канадцем Андреем Осадцем и 135,5 метров для К-120 установленного финном Вели-Матти Линдстрёмом.

## Рекорды основного трамплина

### Мужчины
| Дата       | Спортсмен                    | Длина   | Турнир и мощность трамплина        |
| ---------- | ---------------------------- | ------- | ---------------------------------- |
| 21.2.1921  | Гуннар Майкельсон            | 36 м    | Открытие, К-35                     |
| 21.2.1921  | Энтони Маурер                | 37,8 м  | Открытие, К-35                     |
| 22.2.1927  | Рольф Монсен                 | 40 м    | К-50                               |
|            | Рой Миккельсен               | 60,5 м  |                                    |
| 10.2.1932  | Ханс Виньяренген             | 62,0 м  | Зимние Олимпийские игры 1932, К-61 |
| 12.2.1932  | Ханс Бек                     | 71,5 м  | Зимние Олимпийские игры 1932, К-61 |
| 23.2.1980  | Хироясу Аизава               | 95,0 м  | Зимние Олимпийские игры 1980       |
| 23.2.1980  | Карл Люстенбергер            | 98,0 м  | Зимние Олимпийские игры 1980       |
| 23.2.1980  | Ивао Мобекк                  | 99,0 м  | Зимние Олимпийские игры 1980       |
| 23.2.1980  | Кари Ялнтитила               | 102,0 м | Зимние Олимпийские игры 1980       |
| 23.2.1980  | Хуберт Ньюпер                | 113,0 м | Зимние Олимпийские игры 1980       |
| 23.2.1980  | Йоуко Тёрмянен               | 114,5 м | Зимние Олимпийские игры 1980       |
| 23.2.1980  | Хансйорг Суми Йоуко Тёрмянен | 117,0 м | Зимние Олимпийские игры 1980       |
| 10.12.1988 | Дитер Тома                   | 121,5 м | Кубок мира, К-114                  |
| 6.2.1999   | Алан Альборн                 | 130,0 м | Чемпионат США 1999                 |
| 19.2.2000  | Мартин Кох                   | 133,0 м | Зимние Игры доброй воли 2000       |
| 20.2.2000  | Мартин Кох                   | 136,0 м | Зимние Игры доброй воли 2000       |
| 2.2.2002   | Вели-Матти Линдстрём         | 135,5 м | 120 meter Ski Jump Invitational    |

### Женщины
| Дата       | Спортсмен       | Длина   | Турнир             |
| ---------- | --------------- | ------- | ------------------ |
| 6.2.1999   | Мари-Пьер Морин | 52,0 м  | Чемпионат США 1999 |
| 6.2.1999   | Молли Стоун     | 53,0 м  | Чемпионат США 1999 |
| 6.2.1999   | Элизабет Жотори | 71,0 м  | Чемпионат США 1999 |
| 6.2.1999   | Линдси Вэн      | 75,0 м  | Чемпионат США 1999 |
| 6.2.1999   | Элизабет Жотори | 77,5 м  | Чемпионат США 1999 |
| 6.2.1999   | Линдси Вэн      | 80,5 м  | Чемпионат США 1999 |
| 31.12.2002 | Линдси Вэн      | 103,0 м | New Year’s Jump    |
| 30.12.2004 | Алиса Джонсон   | 110,0 м | New Year’s Jump    |
| 30.12.2004 | Линдси Вэн      | 125,0 м | New Year’s Jump    |

## Соревнования
- Зимние Олимпийские игры: 1932 и 1980
- Игры доброй воли: 2000
- Зимняя универсиада: 1972
- Чемпионат мира по лыжным видам спорта: 1950
- Кубок мира по прыжкам на лыжах с трамплина: 1982/83, 1983/84, 1984/85, 1985/86, 1986-87, 1987-88, 1988/89, 1989/90, 1990/91